# لوللیلاکو
لوللیلاکو (به اسپانیایی: Volcán Llullaillaco) یک کوه و آتشفشان در آرژانتین است که در بخش لوس آندس واقع شده‌است.